# Transformatorenöl

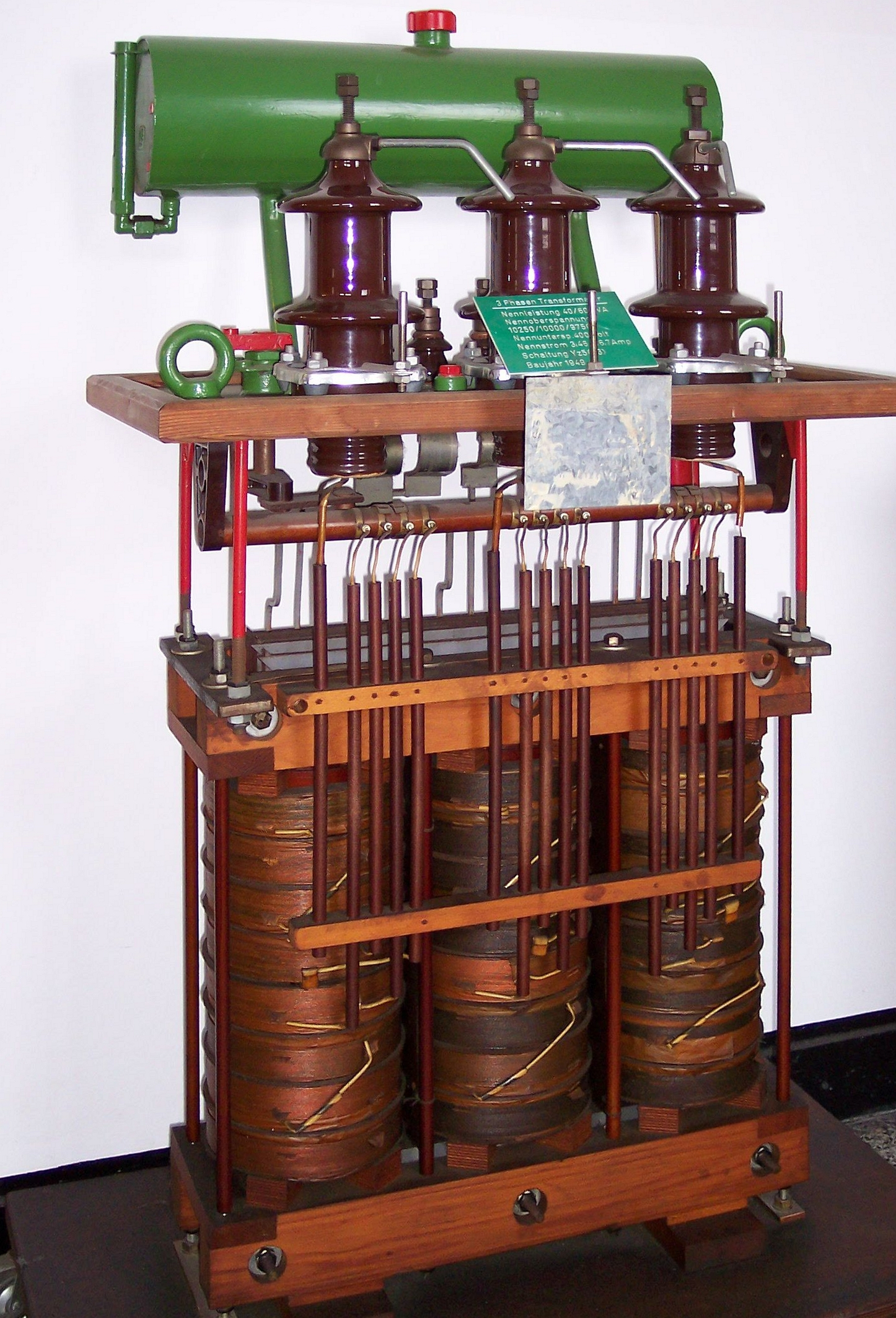
Aktivteil eines ölgekühlten Transformators mit Durchführungen und Ausgleichsbehälter; das mit Kühlrippen ausgestattete Gehäuse und der Buchholzschutz sind nicht abgebildet.

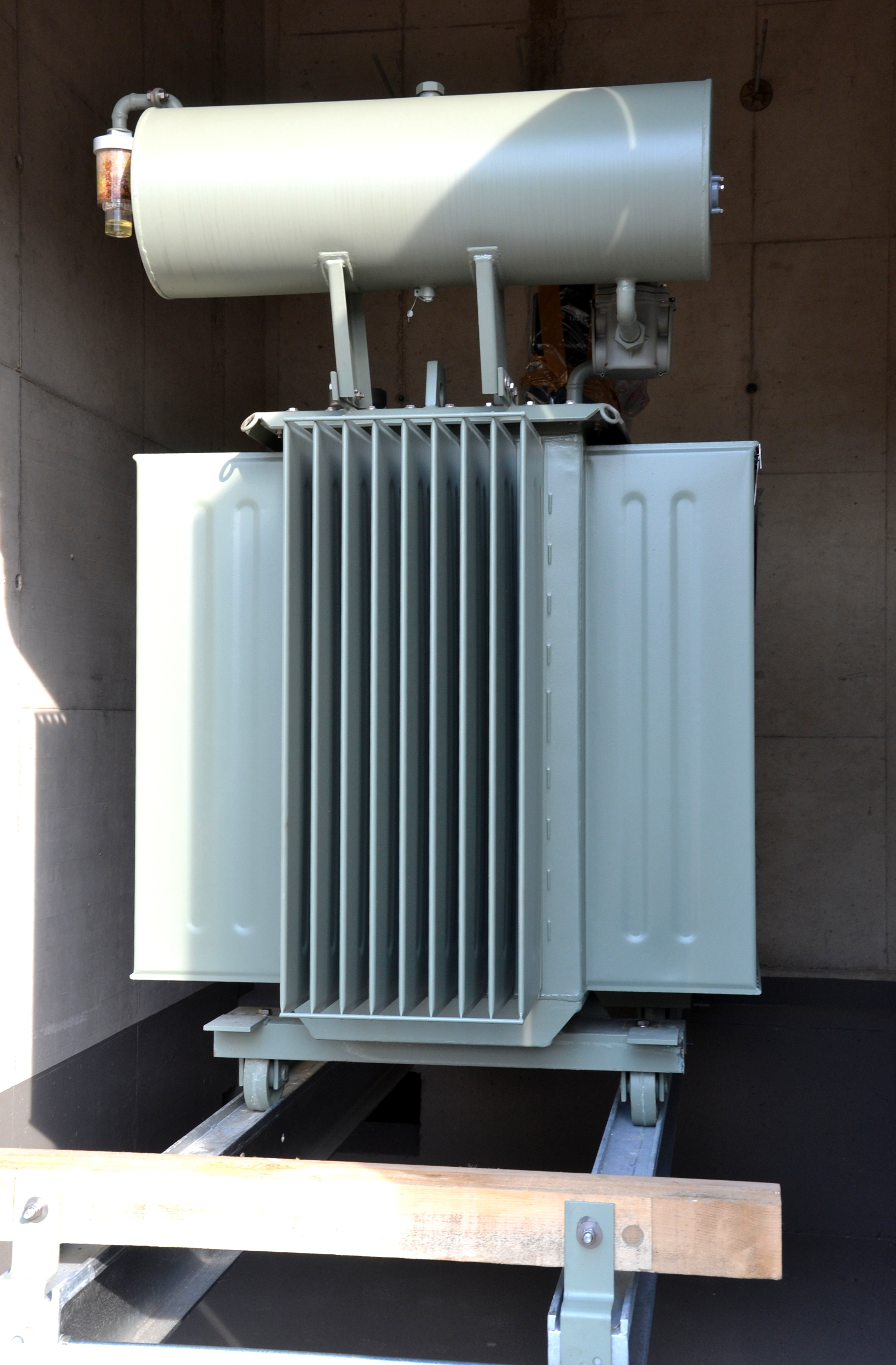
Ölgekühlter Transformator mit Gehäuse; man erkennt seitlich und an der Vorderseite die Konvektionswärmetauscher, in welchen die Wärme an die Umgebungsluft abgegeben wird. Unter den Montageschienen ist die Ölauffangwanne angeordnet (mit dem dunklen ölfesten Anstrich).

Transformatorenöl oder Isolieröl ist ein elektrisch isolierendes Öl, das bei hohen Temperaturen stabil bleibt, ohne sich zu entzünden. Häufig ist es ein hochraffiniertes Mineralöl, ein Esteröl oder ein dünnflüssiges Silikonöl.
Es wird in der Hochspannungstechnik in Transformatoren, Kondensatoren und Schaltern zur Isolation, zur Funkenlöschung, zur Schmierung (z. B. am Stufenschalter) und zur Kühlung (z. B. in der Leistungselektronik) verwendet. 

## Allgemeines
Das Öl im Transformatorgehäuse ölisolierter Transformatoren dient sowohl der Isolation der Wicklungen als auch der Kühlung. Der Querschnitt der Wicklungsdrähte ist aufgrund des beschränkten Wickelraumes begrenzt. Daher entsteht Stromwärme im Inneren der Wicklung. Große Transformatoren sind zwar wesentlich effizienter als kleine, die innere Wärme der Wicklungen gelangt jedoch bei ihnen schwerer nach außen. Die Ölfüllung verbessert die Wärmeübertragung und füllt überdies alle Zwischenräume aus, so dass auch die Isolation verbessert wird. Das Öl gibt die Wärme durch Konvektion an das Transformatorengehäuse ab, das seinerseits nach außen hin Kühlrippen oder Wärmetauscher ähnlich Radiatoren besitzt. Große Transformatoren besitzen zusätzlich Lüfter zum Kühlen der Wärmetauscher.
Isolationsfehler in den Wicklungen werden zum Teil behoben, indem Zersetzungsprodukte fortgespült werden. Dieses Phänomen wird mit einem am Ausdehnungsgefäß angebrachten Buchholz-Relais überwacht, indem dort die im Öl entstandenen Gase registriert werden. Mit dem Buchholzschutz können Isolationsfehler frühzeitig erkannt und die Brandgefahr dadurch eingeschränkt werden. Ein Nachteil ist dennoch die Entflammbarkeit des Öls bei hohen Temperaturen. Die erhebliche Ölmenge liefert eine hohe Brandlast. Öllose Transformatoren, sogenannte Trockentransformatoren, sind meist mit epoxydharzisolierten Wicklungen (Gießharztransformator) gebaut. Diese Isolierung weist aber keine Selbstheilung sowie geringere elektrische Spannungsfestigkeit und schlechtere Kühleigenschaften auf.
Das Isoliersystem eines großen Verteil- oder Maschinentransformators besteht aus einer Feststoffisolierung, um den Leiter gewickeltes Zellulosepapier und einer Isolierflüssigkeit wie Mineralöl oder eben Esterflüssigkeit. Der Wassergehalt in einem Transformator hat einen wesentlichen Einfluss auf die Durchschlagsfestigkeit und die Lebensdauer oder Nutzungszeit eines Transformators. Wasser führt im Transformator zur Hydrolyse des Zellulosepapiers und somit zur Erniedrigung dessen Polymerisationsgrades. Aus diesem Grund besitzen „atmende“ Transformatoren eine Trockenkartusche, die der Umgebungsluft Wasser entzieht, bevor sie mit dem Isolieröl in Kontakt kommt. Hermetisch geschlossene Transformatoren haben keinen direkten Kontakt zur Umgebung. Trotz dieser Maßnahmen enthalten alle Transformatoren Wasser im ppm-Bereich. Dieses stammt aus der Zellulose (enthält im getrockneten Zustand ca. 1 % Wasser), von Alterungsprozessen (Oxidation der Isolationsmaterialien) und aus der Umgebungsluft, weil die Trockenkartusche insbesondere beim schnellen Herunterkühlen des Transformators nicht vollständig das Wasser aus der Luft entfernt. Auch ein geschlossener Transformator ist über die gesamte Nutzungsdauer nie vollständig von der Umgebungsluft isoliert.
Aufgrund der unterschiedlichen Polaritäten von Zellulose (e=5,1) und Mineralöl (e=2,2) befindet sich das meiste Wasser in der Feststoffisolation. Ester sind aufgrund ihrer molekularen Struktur polarer (e=3,3) als Mineralöl und besitzen ein deutlich höheres Wasserlösungsvermögen (Ester: 2700 ppm bei 20 °C; Mineralöl: 44 ppm bei 20 °C). Bei der Verwendung von Esterflüssigkeit als Isolier- und Kühlflüssigkeit im Transformator stellt sich ein anderes Wassergleichgewicht ein im Vergleich zu Mineralöl. Es wird deutlich mehr Wasser aus der Zellulose durch die Esterflüssigkeit gelöst. Durch diese Reduzierung des Wassers in der Zellulose wird dessen Hydrolyse und damit die Alterung des Isoliersystems verlangsamt und die Betriebsdauer des Transformators verlängert.

## Ölarten

### Polychlorierte Biphenyle (PCBs) und Terphenyle (PCTs)
Eine andere Methode, die Brandgefahr zu verringern, war eine Zeitlang (1960er Jahre), polychlorierte Biphenyle (PCB) oder polychlorierte Terphenyle (PCT) als Isolieröl zu verwenden beziehungsweise diesem beizumischen. Polychlorierte Biphenyle (PCB) sind synthetische Dielektrika, die erstmals vor mehr als einem Jahrhundert hergestellt wurden und deren erwünschte Eigenschaften zu ihrer weiten Verbreitung führten. Polychlorierte Biphenyle wurden früher als Transformatorenöl verwendet, da sie eine hohe Durchschlagfestigkeit haben und nicht brennbar sind. Jedoch sind sie auch bereits bei Hautkontakt giftig, bioakkumulierbar, überhaupt nicht biologisch abbaubar und schwer sicher zu entsorgen. Bei der Verbrennung bilden sie noch giftigere Produkte wie chlorierte Dioxine und chlorierte Dibenzofurane. Seit 1999 sind PCB und PCT auch in vorhandenen Anlagen ab einem Gehalt von 50 ppm verboten.
PCB und Mineralöl sind in jedem Verhältnis mischbar, und manchmal wurde für beide Flüssigkeitsarten die gleiche Ausrüstung (Fässer, Pumpen, Schläuche usw.) verwendet, so dass die PCB-Kontamination von Transformatorenöl weiterhin ein Problem darstellt. PCB-Entfernungssysteme verwenden eine Alkalidispersion, um die Chloratome in einer chemischen Reaktion von den anderen Molekülen zu lösen. So entstehen PCB-freies Transformatorenöl und PCB-freier Schlamm. Die beiden können dann durch eine Zentrifuge getrennt werden. Der Schlamm kann als normaler, nicht PCB-haltiger Industrieabfall entsorgt werden. Das behandelte Transformatorenöl ist vollständig wiederhergestellt und erfüllt die geforderten Normen, ohne nachweisbaren PCB-Gehalt. Es kann somit wieder als Isolierflüssigkeit in Transformatoren verwendet werden.

### Esteröle

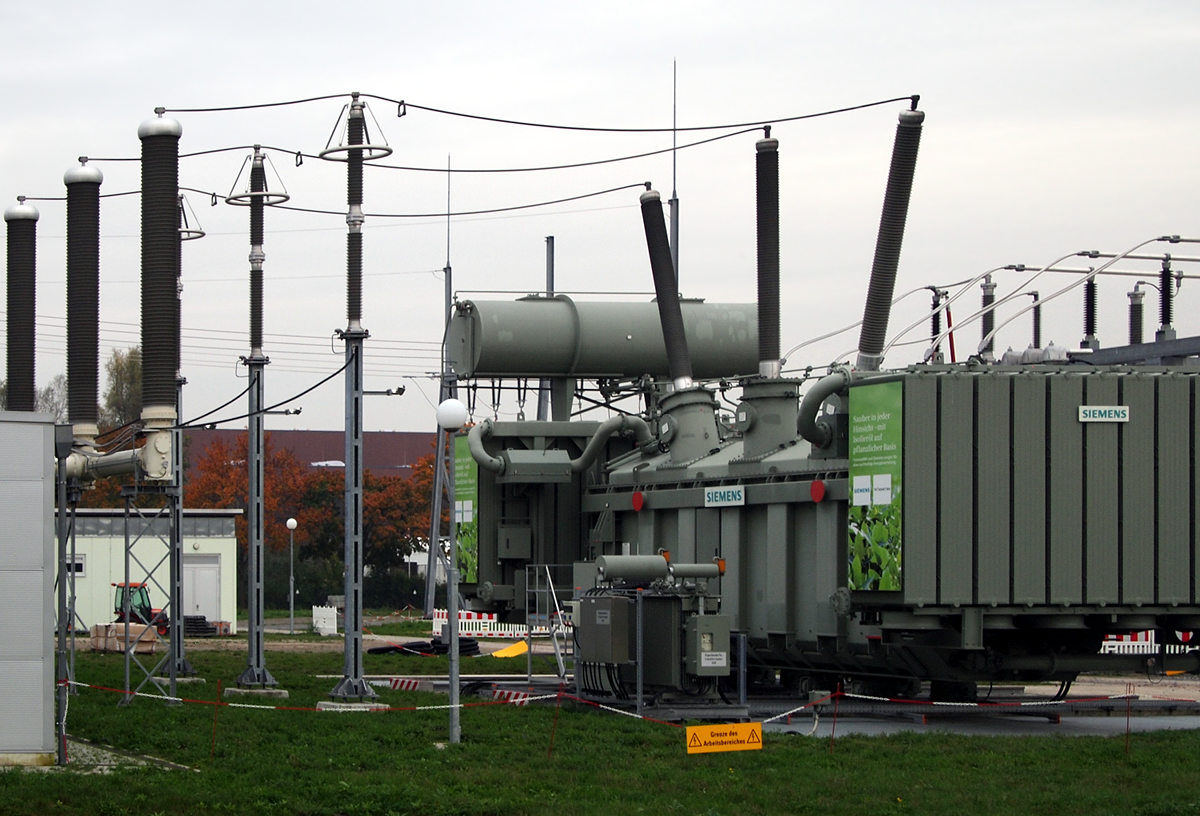
Ein Transformator mit Pflanzenölfüllung

Als umweltfreundliche Alternative zu PCB, aber auch als Ersatz für das klassische Mineralöl, werden seit Mitte der 1980er Jahre synthetische organische Ester in Transformatoren eingesetzt. Dabei handelt es sich um gesättigte Pentaerythrittetrafettsäureester, die sich durch einen hohen Brennpunkt (> 300 °C), Flammpunkt (> 250 °C) und eine hohe Zündtemperatur (> 375 °C) auszeichnen und somit wie PCB schwer entzündlich sind. Außerdem ist die Esterflüssigkeit ungiftig, leicht biologisch abbaubar und als nicht wassergefährdend eingestuft. Die Isoliereigenschaften sind mit denen von Mineralöl, das herkömmlicherweise als Isolieröl in Transformatoren eingesetzt wird, und mit denen von PCB vergleichbar.
Eine weitere Eigenschaft der Esterflüssigkeit ist deren im Vergleich zu Mineralöl höhere thermische Beständigkeit. Das liegt an den thermisch stabileren Estergruppen. Aufgrund der höheren Thermobeständigkeit von synthetischen organischen Estern als Isolierflüssigkeit ergibt sich die Möglichkeit, Transformatoren kleiner und kompakter zu bauen und mit höherer Leistung zu betreiben. Es sind höhere Betriebstemperaturen möglich, was besonders für Traktionstransformatoren (z. B. Lokomotiventransformatoren) wichtig ist.
Um schnellere Oxidation der natürliche Ester im Vergleich zu Mineralölen zu vermeiden, werden hermetisch geschlossene Trafosysteme genutzt. Mittlere und große Leistungstransformatoren in der Regel einen Konservator und einen Gummisack um Wärmeausdehnung und -kontraktion zu ermöglichen, jedoch das Eindringen von Sauerstoff zu reduzieren und zu verhindern. Bislang gibt es über 3 Millionen Transformatoren mit pflanzlichen Formulierungen, wobei in Transformatoren bis 500 kV Formulierungen auf Soja- oder Rapsbasis verwendet werden. Auf Kokosnussöl basierende Formulierungen sind jedoch nicht für den Einsatz in kalten Klimazonen oder für Spannungen über 230 kV geeignet.
Auch werden Silikon- oder Fluorkohlenwasserstoff-basierte Öle verwendet, die noch weniger brennbar sind. Sie sind aber teurer als Ester und nicht biologisch abbaubar.

## Ölprüfung
Aufgrund von Alterung muss das Öl regelmäßiger Prüfung unterzogen werden, um die Funktionalität zu gewährleisten.